# Национальный совет кинокритиков США
Национа́льный сове́т кинокри́тиков США (англ. The National Board of Review of Motion Pictures) — влиятельная американская некоммерческая организация, объединяющая кинокритиков, киноведов, студентов профильных институтов и других специалистов. Основан в 1909 году в Нью-Йорке.
Ежегодно в начале января Национальный совет кинокритиков проводит торжественную церемонию, на которой вручает награды по итогам прошедшего киносезона.

## Награды
С 1929 по 1945 год Национальный совет кинокритиков выбирал только лучшие фильмы на английском языке, лучшие зарубежные фильмы и иногда 
лучшие документальные фильмы. В 1945 году были добавлены новые категории, в которых могли получить награды также режиссёры и актёры. Затем уже в 1990-х годах были добавлены новые категории, такие как лучший оператор, лучший музыкальный состав и другие. 

### Награды в категориях
- Лучший фильм
- Десять лучших фильмов
- Лучший фильм на иностранном языке
- Лучшие пять документальных фильмов
- Лучший актёр
- Лучшая актриса
- Лучший актёр второго плана
- Лучшая актриса второго плана
- Лучший актёрский ансамбль
- Прорыв года: актёр
- Прорыв года: актриса
- Лучший режиссёр
- Лучший режиссёрский дебют
- Лучший адаптированный сценарий
- Лучший оригинальный сценарий
- Лучший документальный фильм
- Лучший анимационный фильм
- Лучший фильм или мини-сериал, созданный для кабельного ТВ